# محمد أرشد البنجري
محمد أرشد البنجري (1122 - 1227 هـ) عالم دين مسلم وفقيه شافعي وباحث في الفقه الإسلامي من مدينة مارتابورا في كليمنتان الجنوبية (سلطنة بنجر وقتها). يطلق عليه الحاج الكبير ولقب بعد وفاته داتو كلمبيان Datu Kalampaian (داتو يعني أبو الجد ويستخدم كلقب يطلق على علماء الدين وكلمبيان هي القرية التي بها ضريحه). وهو مؤلف كتاب «سبيل المهتدين» في الفقه الذي يعد مرجع لكثير من المسلمين في جنوب شرق آسيا.  

## نسبه
محمد أرشد بن عبد الله بن أبي بكر الهندي بن أحمد الصليبية بن حسين بن عبد الله بن شيخ بن عبد الله العيدروس بن أبي بكر السكران بن عبد الرحمن السقاف بن محمد مولى الدويلة بن علي بن علوي الغيور بن الفقيه المقدم محمد بن علي بن محمد صاحب مرباط بن علي خالع قسم بن علوي بن محمد بن علوي بن عبيد الله بن أحمد المهاجر بن عيسى بن محمد النقيب بن علي العريضي بن جعفر الصادق بن محمد الباقر بن علي زين العابدين بن الحسين السبط بن علي بن أبي طالب، وعلي زوج فاطمة بنت محمد ﷺ.
فهو الحفيد 32 لرسول الله محمد ﷺ في سلسلة نسبه. 

## مولده ونشأته
ولد في 15 صفر 1122 هـ في قرية لوك جابانج بمنطقة بنجر في مقاطعة كليمنتان الجنوبية بإندونيسيا. وأمضى محمد أرشد طفولته في قرية ولادته لوك جابانج، مارتابورا. مثل الأطفال بشكل عام، قام محمد أرشد بالتسكع واللعب مع أصدقائه. لكن ذكاء محمد أرشد يُرى بالفعل أكثر من أصدقائه. وبالمثل، فإن شخصيته الأخلاقية حساسة ويحب الجمال. من بين قدراته فنون الرسم والكتابة. لذا فإن أي شخص يرى نتائج لوحاته سوف يندهش ويذهل. عندما كان السلطان تهليل الله يزور قرية لوك جابانج، شاهد السلطان نتائج لوحات محمد أرشد البالغ من العمر 7 سنوات. تأثر السلطان بالحادث، فطلب من والديه أن يبقى الطفل في القصر للدراسة مع أطفال السلطان وأحفاده. في القصر، نما محمد أرشد طفلاً ذا طابع نبيل، ودوداً، مطيعاً، ومحترماً لكبار السن. جميع شاغلي القصر يحبونه بمودة. كان السلطان قلقًا جدًا بشأن تعليم محمد أرشد، لأن السلطان كان يأمل في أن يصبح محمد أرشد قائدًا تقيًا.

## رحلته إلى مكة
حصل محمد أرشد على تعليم كامل في القصر حتى بلغ الثلاثين من عمره. ثم تزوج من امرأة تدعى السيدة باجوت. وعندما كانت زوجته حامل بطفله الأول، عبر قلب محمد أرشد رغبة قوية للدراسة في الأراضي المقدسة بمكة. ثم نقل رغبة قلبه إلى زوجته الحبيبة. على الرغم من صعوبة الأمر نظرا لأن زواجهم ما زال حديثاً، فإن زوجته وافقت أخيرًا على النوايا المقدسة لزوجها وتدعمه في تحقيق أهدافه. لذا، بعد تلقي مباركة السلطان ذهب محمد أرشد إلى الأرض المقدسة لتحقيق أحلامه. ورافق رحيله الدموع والصلاة.
في الأرض المقدسة، درس محمد أرشد على يد كبار المشايخ في ذلك الوقت. وكان من بين المعلمين الشيخ عطا الله بن أحمد المشري، والفقيه الشيخ محمد بن سليمان الكردي، والعارف بالله الشيخ محمد بن عبد الكريم السمان الحسني المدني. وكان آخر شيخ هو شيخ محمد أرشد في علوم الصوفية، حيث قام محمد أرشد تحت قيادته بالتصوف والزهد، لذلك حصل على إجازة منه كخليفة له.
بالإضافة إلى معلمي محمد أرشد الآخرين مثل العلامة أحمد بن عبد المنعم الدمنهوري، والشيخ محمد مرتضى بن محمد الزبيدي، والشيخ حسن بن أحمد اليماني، والشيخ سالم بن عبد الله البصري، والشيخ صديق بن عمر خان، والشيخ عبد الله بن حجازي عاصي الشرقاوي، الشيخ عبد الرحمن بن عبد العزيز المغربي، الشيخ عبد الرحمن بن سليمان الأهدل، الشيخ عبد الرحمن بن عبد المبين الفتحاني، الشيخ عبد الغني بن محمد هلال، الشيخ أبيس السندي، الشيخ عبد الوهاب الطنطاوي، الشيخ عبد الله الجوهري، الشيخ محمد بن أحمد الجوهري والشيخ محمد زين بن فقيه جلال الدين آتشيه.
خلال دراسته هناك، أقام الشيخ محمد أرشد صداقات مع زملائه العلماء مثل الشيخ عبد الصمد الفليمباني، والشيخ عبد الرحمن المصري الجاوي، والشيخ عبد الوهاب بوغيس حتى عُرفوا باسم الفرسان الأربعة لأرض جاوة (الملايو: Empat Serangkai dari Tanah Jawi).
بعد حوالي 35 سنة من الدراسة في مكة والمدينة، كانت هناك نية للدراسة في مصر. عندما نقل معلمهم هذه النية، اقترح الشيخ أن يعود هؤلاء الطلاب الأربعة إلى جاوة (إندونيسيا) للدعوة في بلدانهم.
وقبل عودتهم إلى ديارهم اتفق الأصدقاء الأربعة على الحج بمكة مرة أخرى. في ذلك الوقت التقى الشيخ محمد أرشد بشكل غير متوقع بشقيقه الأصغر زين العابدين بن عبد الله، الذي قدم إلى مكة لأداء الحج. وأحضر الأخ الأصغر ابنة محمد أرشد فاطمة وكانت قد كبرت. ولدى رؤية هذا، قدم أصدقاء الشيخ أرشد الثلاثة اقتراحًا للزواج من ابنته. بعد التفكير لفترة طويلة، قرر الشيخ محمد أرشد تزويجها للشيخ عبد الوهاب بوجيس. وتم الزواج مباشرة وشهد على الزواج أصدقاءه.

## عودته إلى موطنه
ثم غادر أبناء الأرخبيل الأربعة إلى بلدتهم. عند دخول الأرخبيل، توقفوا أولاً في سومطرة، وبالتحديد في باليمبانج، منزل الشيخ عبد الصمد الفليمباني. ثم تستمر الرحلة نحو بيتاوي وطن الشيخ عبد الرحمن المصري. أثناء وجوده في بيتاوي، طُلب من الشيخ محمد أرشد البقاء لفترة لتعليم المعرفة الدينية مع شعب البيتاوي. كان أحد الأحداث الهامة خلال وجوده في بيتاوي عندما قام الشيخ محمد أرشد بتصحيح اتجاه القبلة لمسجد جامباتان ليما ومسجد لوار باتانج ومسجد بيكوجان. لإحياء ذكرى الحادث، سجل سكان المنطقة بمسجد جامباتان بنقش على حجر بالنص العربي الملاوي (كتابة جاوي) يذكر فيه إن القبلة في المسجد تم تدويرها إلى اليمين حوالي 25 درجة بواسطة محمد أرشد البنجري في 4 صفر 1186 هـ.
وبعد فترة قرر الرحيل وأبحر الشيخ محمد أرشد والشيخ عبد الوهاب بوغيس إلى مسقط رأسهما إلى مارتابورا، بنجر. في شهر رمضان 1186 هـ ليتزامن عام 1772 م، وصل محمد أرشد إلى مسقط رأسه، مارتابورا، عاصمة سلطنة بنجر في ذلك الوقت.
وقد توفي السلطان تهليل الله، وهو الشخص الذي ساعده كثيرًا، وتم استبداله لاحقًا بالسلطان تحميد الله الثاني، نجل السلطان تمجيد الله الأول. ورحب السلطان تحميد الله الثاني بقدومه باحتفال تقليدي. وقد أشاد به جميع الناس على أنه عالم «شمس الدين» التي كان من المتوقع أن يضيء نوره سلطنة بنجر بالكامل. وقد كرس نشاطات عودته من الأرض المقدسة لنشر المعرفة التي اكتسبها. سواء للعائلة أو الأقارب أو المجتمع بشكل عام. في الواقع، كان السلطان أحد طلابه حتى أصبح ملكًا تقيًا. السلطان طلب من الشيخ محمد أرشد أن يكتب كتابًا عن أحكام العبادات (أحكام الفقه)، والذي عُرف فيما بعد باسم كتاب «سبيل المهتدين».

## أعماله
الشيخ محمد أرشد البنجري رائد في تدريس الشريعة الإسلامية في كليمنتان الجنوبية. عند عودته إلى مسقط رأسه من مكة، كان أول شيء فعله هو فتح مدرسة إسلامية (نوع من البسانترين)، في قرية دالام باجر والتي أصبحت بعد ذلك تدريجيا القرية مركزاً لدراسة الإسلام. العلماء الذين احتلوا في وقت لاحق أماكن مهمة في جميع أنحاء سلطنة بنجر، تم تعليم العديد منها من المخطوطات في قرية دالام باجر.

## مؤلفاته
بالإضافة إلى التعليم، كتب أيضًا العديد من الكتب والأطروحات لاحتياجات طلابه واحتياجات السلطنة. أحد الكتب الشهيرة هو كتاب «سبيل المهتدين للتفقه في أمر الدين» وهو كتاب في الأحكام والفقه. وانتشر الكتاب في ذلك الوقت، ليس فقط في مملكة بنجر وحدها ولكن في جميع أنحاء الأرخبيل وحتى في الجامعات خارج الأرخبيل، ويُدرس أيضًا كأساسي في سلطنة بروناي.
وكتب الشيخ محمد أرشد لأغراض التدريس والتعليم العديد من الكتب والأطروحات الأخرى، منها: 
- «أصول الدين»، يسمى عادة كتاب عشرون صفة
- «تحفة الراغبين»، وهو كتاب يناقش مسائل الإيمان
- «نكتة الأجلان»، كتاب عن المرأة ونصائح للزوج والزوجة
- «الفرائض»، في أحكام الميراث.

من بعض أطروحاته وبعض الدروس المهمة التي قام بتدريسها مباشرة، قام طلابه بتجميعها وأصبحوا نوعًا من مصطلحات أحكام العبادات، أي عن شروط الشهادة، والصلاة، والزكاة، والصوم، وما يتعلق بها فيما يسمى عادة بكتاب «باروكانان». أما في مجال التصوف، فقد كتب أفكاره في كتاب «كنز المعرفة».

## ذريته
وخلال حياته كان لديه 29 ولدًا من سبع زوجات.

## وفاته

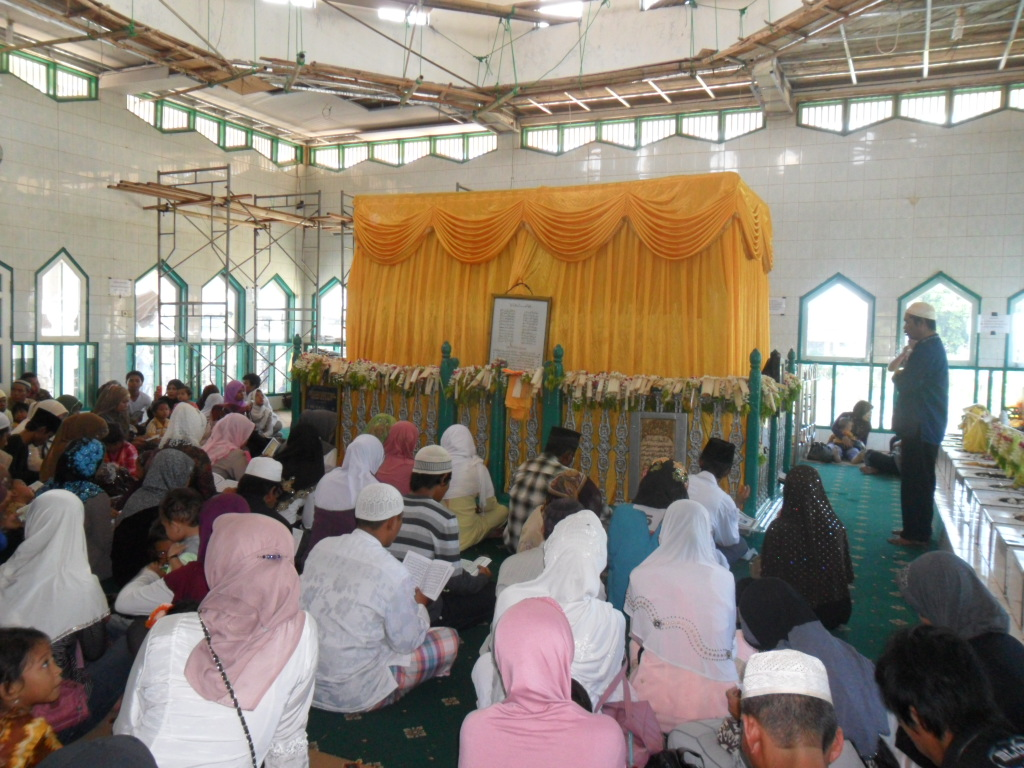
قبره في كلمبيان الذي يزوره الناس من مختلف المناطق

توفي في 6 شوال 1227 هـ وضريحه في قرية كلمبيان بمنطقة بنجر.

## روابط خارجية
- (بالإندونيسية) Muhammad أرشد al-Banjari sang matahari agama dari Kalimantan
- (بالإندونيسية) Datuk Kalampayan
- (بالإندونيسية) Bicara Agama
- (بالإندونيسية) Pengaruhnya terhadap sastra Melayu
- (بالملايوية) Syekh Muhammad أرشد al-Banjari
- (بالإندونيسية) https://www.researchgate.net/publication/289365579_VISI_SPIRITUAL_MASYARAKAT_BANJAR
- (بالإندونيسية) http://eprints.ulm.ac.id/222/2/13%20Dinamika%20Ekonomi%20dan%20Perkembang%20PERDAGANGAN.pdf نسخة محفوظة 3 يونيو 2020 على موقع واي باك مشين.